# Gynoplistia pulverulenta
Gynoplistia pulverulenta là một loài ruồi trong họ Limoniidae. Chúng phân bố ở miền Australasia.